# Jurij Litujev
Jurij Litujev (rusky Юрий Николаевич Литуев) (11. dubna 1925 Irbit – 2. března 2000 Moskva) byl sovětský atlet. Jeho specializací byl běh na 400 metrů překážek. V této disciplíně se stal v roce 1958 mistrem Evropy.
Trénovat začal po skončení druhé světové války. První úspěch zaznamenal na mistrovství Evropy v Bruselu v roce 1950, kde skončil ve finále běhu na 400 metrů překážek druhý. Stejného úspěchu dosáhl o dva roky později na olympiádě v Helsinkách. Dne 29. srpna 1953 vytvořil v Budapešti nový světový rekord na této trati časem 50,4. Třetí stříbrnou medaili vybojoval na evropském šampionátu v Bernu v roce 1954. Při startu na olympiádě v Melbourne v roce 1956 skončil ve finále čtvrtky s překážkami čtvrtý za třemi reprezentanty USA. Největším úspěchem pro něj byl titul mistra Evropy v této disciplíně v roce 1958.